# سیارک ۱۰۶۶۱
سیارک ۱۰۶۶۱ (به انگلیسی: 10661 Teutoburgerwald، نامگذاری:1211T-2) ده هزار و ششصد و شصت و یکمین سیارک کشف شده‌است که در ۲۹ سپتامبر ۱۹۷۳ کشف شد.
قدر مطلق سیارک برابر ۱۲.۳ است.